# NGC 1163
NGC 1163 é uma galáxia espiral barrada (SBbc) localizada na direcção da constelação de Eridanus. Possui uma declinação de -17° 09' 10" e uma ascensão recta de 3 horas, 00 minutos e 22,0 segundos.
A galáxia NGC 1163 foi descoberta em 1886 por Frank Leavenworth.